# Leichtathletik-Europameisterschaften 2012/Weitsprung der Frauen

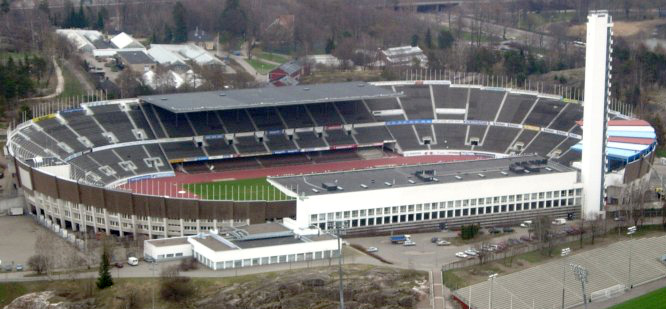
Das Olympiastadion Olympiastadion Helsinki im Jahr 2005

Der Weitsprung der Frauen bei den Leichtathletik-Europameisterschaften 2012 wurde am 27. und 28. Juni 2012 im Olympiastadion der finnischen Hauptstadt Helsinki ausgetragen.
Europameisterin wurde die Französin Éloyse Lesueur. Sie gewann vor der Belarussin Wolha Sudarawa. Bronze ging an die Norwegerin Margrethe Renstrøm.

## Bestehende Rekorde
| Weltrekord   | 7,52 m | Galina Tschistjakowa | Leningrad (heute St. Petersburg), Sowjetunion (heute Russland) | 11. Juni 1988   |
| Europarekord | 7,52 m | Galina Tschistjakowa | Leningrad (heute St. Petersburg), Sowjetunion (heute Russland) | 11. Juni 1988   |
| EM-Rekord    | 7,27 m | Heike Drechsler      | EM Stuttgart, BR Deutschland                                   | 27. August 1986 |

Der bestehende EM-Rekord wurde bei diesen Europameisterschaften nicht erreicht. Die größte Weite erzielte die französische Europameisterin Éloyse Lesueur im Finale mit 6,81 m bei einem Rückenwind von 0,5 m/s, womit sie 46 Zentimeter unter dem Rekord blieb. Zum Welt- und Europarekord fehlten ihr 71 Zentimeter.

## Doping
In diesem Wettbewerb gab es einen Dopingfall:

Die ursprünglich fünftplatzierte Türkin Karin Melis Mey wurde aufgrund eines positiven Dopingtests disqualifiziert.
Benachteiligt wurden dadurch vor allem zwei Athletinnen:
- Die Russin Swetlana Birjukowa hätten im Finale als Achtplatzierte drei weitere Versuche zugestanden.
- Die Lettin Lauma Grīva wäre im Finale startberechtigt gewesen.

## Windbedingungen
In den folgenden Ergebnisübersichten sind die Windbedingungen zu den jeweiligen Sprüngen mitbenannt. Der erlaubte Grenzwert liegt bei zwei Metern pro Sekunde. Bei stärkerer Windunterstützung wird die Weite für den Wettkampf gewertet, findet jedoch keinen Eingang in Rekord- und Bestenlisten.

## Legende
Kurze Übersicht zur Bedeutung der Symbolik – so üblicherweise auch in sonstigen Veröffentlichungen verwendet:
| NM  | keine Weite (no mark)                 |
| ogV | ohne gültigen Versuch                 |
| DOP | wegen Dopingvergehens disqualifiziert |
| –   | verzichtet                            |
| x   | ungültig                              |

## Qualifikation
27. Juni 2012, 9:00 Uhr
Dreißig Wettbewerberinnen traten in zwei Gruppen zur Qualifikationsrunde an. Drei von ihnen (hellblau unterlegt), darunter die später wegen Dopingbetrugs disqualifizierte Karin Melis Mey, übertrafen die Qualifikationsweite für den direkten Finaleinzug von 6,65 m. Damit war die Mindestzahl von zwölf Finalteilnehmerinnen nicht erreicht. Das Finalfeld wurde mit den neun nächstplatzierten Sportlerinnen (hellgrün unterlegt) auf zwölf Werferinnen aufgefüllt. So reichten für die Finalteilnahme schließlich 6,39 m.

### Gruppe A
| Platz | Name                  | Nation      | Resultat (m) | 1. Versuch (m) Wind (m/s) | 2. Versuch (m) Wind (m/s) | 3. Versuch (m) Wind (m/s) | Anmerkung                              |
| 1     | Margrethe Renstrøm    | Norwegen    | 6,66         | x                         | x                         | 6,66 / +0,7               |                                        |
| 2     | Sosthene Moguenara    | Deutschland | 6,62         | x                         | 6,29 / +0,2               | 6,66 / −0,2               |                                        |
| 3     | Swetlana Birjukowa    | Russland    | 6,53         | 6,41 / +0,4               | 5,73 / −2,5               | 6,53 / +0,7               |                                        |
| 4     | Marharyta Twerdochlib | Ukraine     | 6,53         | 6,12 / +0,7               | 6,15 / −1,3               | 6,53 / −0,1               |                                        |
| 5     | Melanie Bauschke      | Deutschland | 6,43         | x                         | 6,43 / +0,3               | 6,30 / −1,6               |                                        |
| 6     | Jana Velďáková        | Slowakei    | 6,41         | 6,32 / +0,6               | 6,41 / −1,0               | x                         |                                        |
| 7     | Concepción Montaner   | Spanien     | 6,39         | 6,39 / +0,6               | 6,39 / −0,3               | 6,34 / −1,0               |                                        |
| 8     | Lauma Grīva           | Lettland    | 6,37         | x                         | 6,37 / −0,3               | 6,36 / −0,8               | eigentlich für das Finale qualifiziert |
| 9     | Teresa Dobija         | Polen       | 6,36         | x                         | 6,23 / −1,1               | 6,36 / +0,1               |                                        |
| 10    | Ivana Španović        | Serbien     | 6,33         | x                         | x                         | 6,33 / +0,1               |                                        |
| 11    | Viorica Ţigău         | Rumänien    | 6,29         | 6,19 / −1,9               | x                         | 6,29 / −0,8               |                                        |
| 12    | Cristina Sandu        | Rumänien    | 6,22         | 6,22 / −0,4               | x                         | x                         |                                        |
| 13    | Kristina Hryschutina  | Ukraine     | 6,08         | x                         | 5,77 / −0,4               | 6,08 / +1,0               |                                        |
| 14    | Māra Grīva            | Lettland    | 6,00         | 5,90 / −1,6               | 6,00 / +1,4               | x                         |                                        |
| DOP   | Karin Melis Mey       | Türkei      | 6,66         | 6,66 / +1,1               | –                         | –                         | für das Finale zugelassen              |

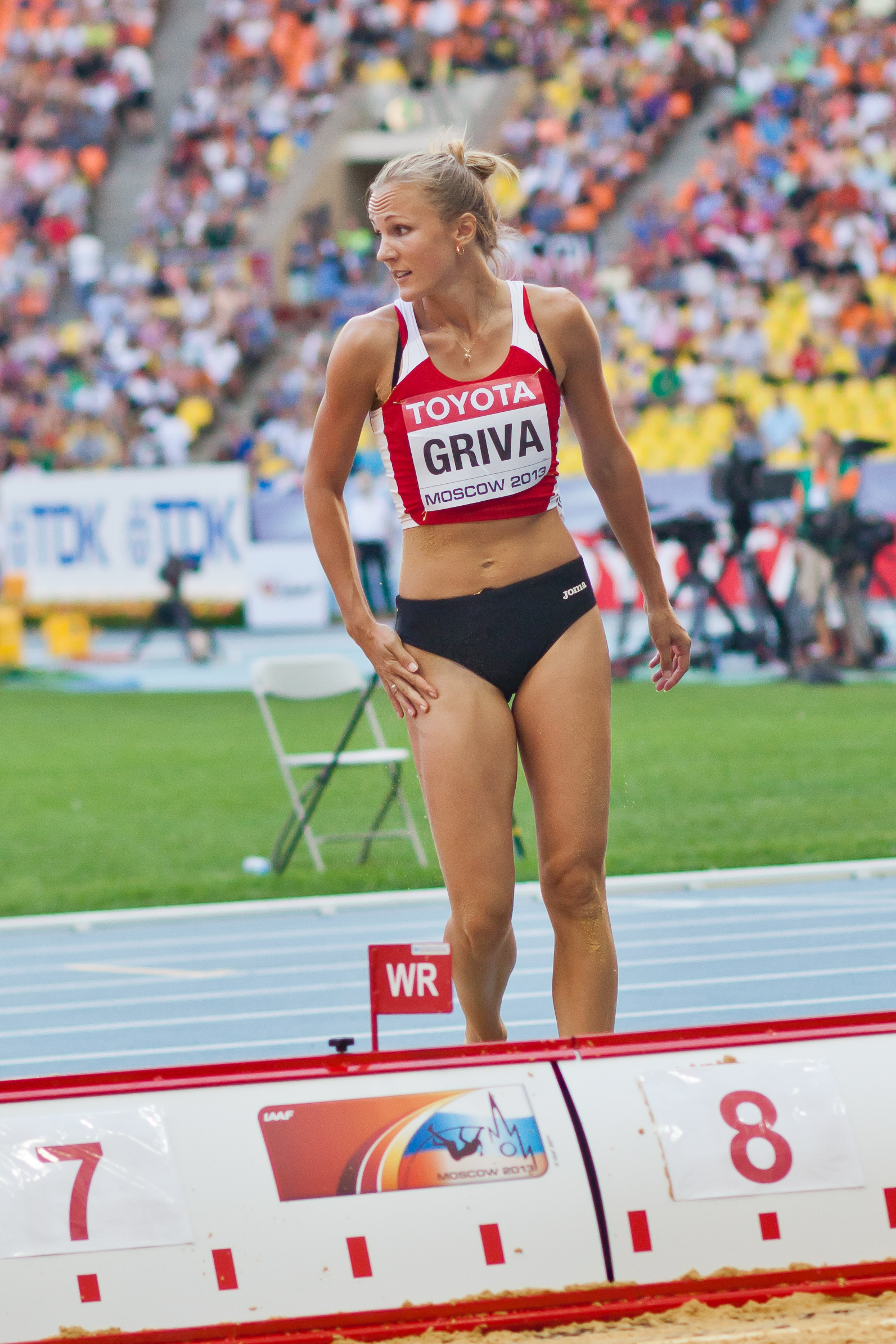
Lauma Grīva erreichte 6,37 m und wurde um die Finalteilnahme betrogen

Weitere in Qualifikationsgruppe A ausgeschiedene Weitspringerinnen:

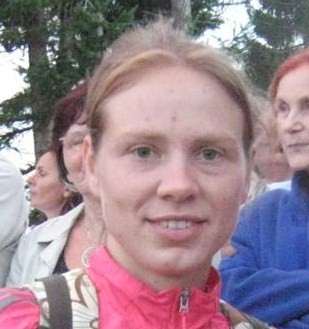
Teresa Dobija – 6,36 m
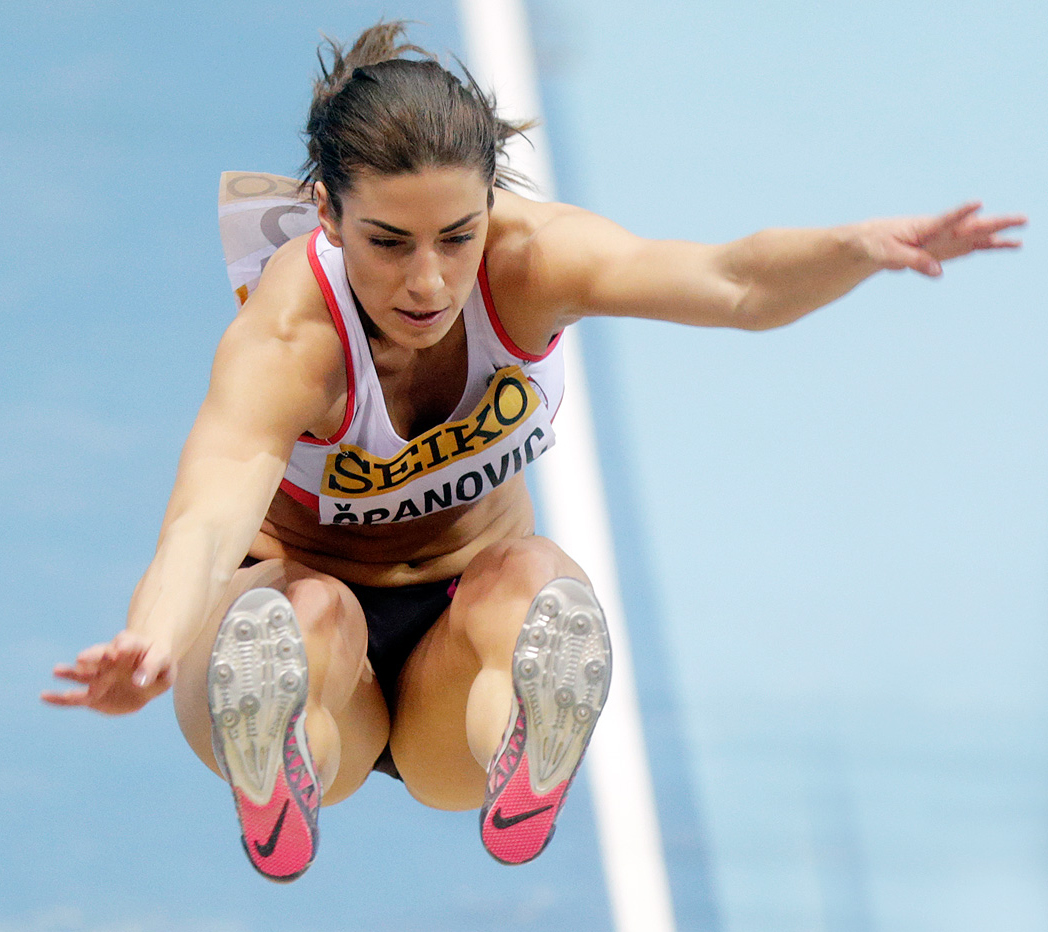
Ivana Španović – 6,33 m

### Gruppe B

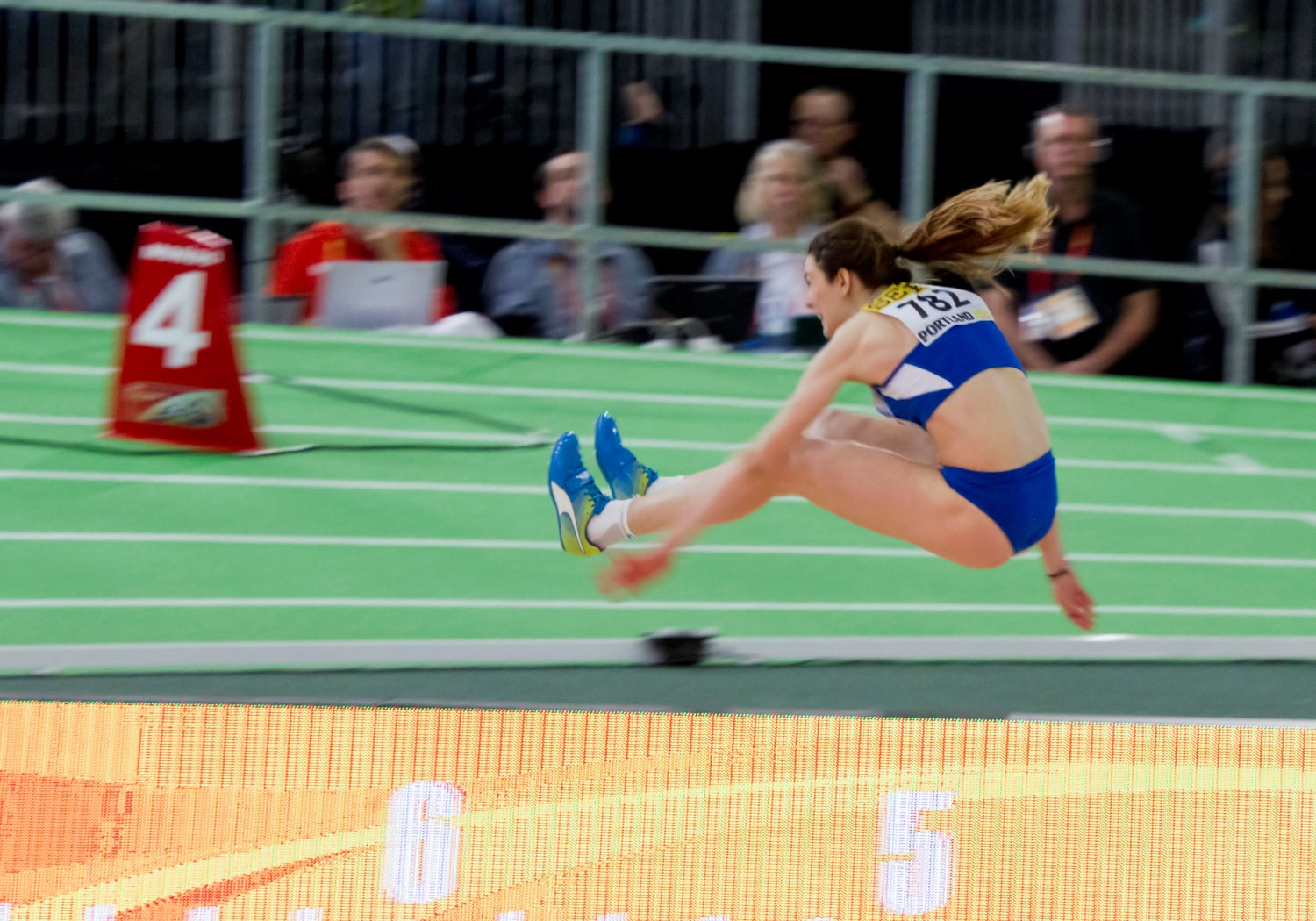
Alina Rotarus 6,19 m reichten nicht zur Teilnahme am Finale
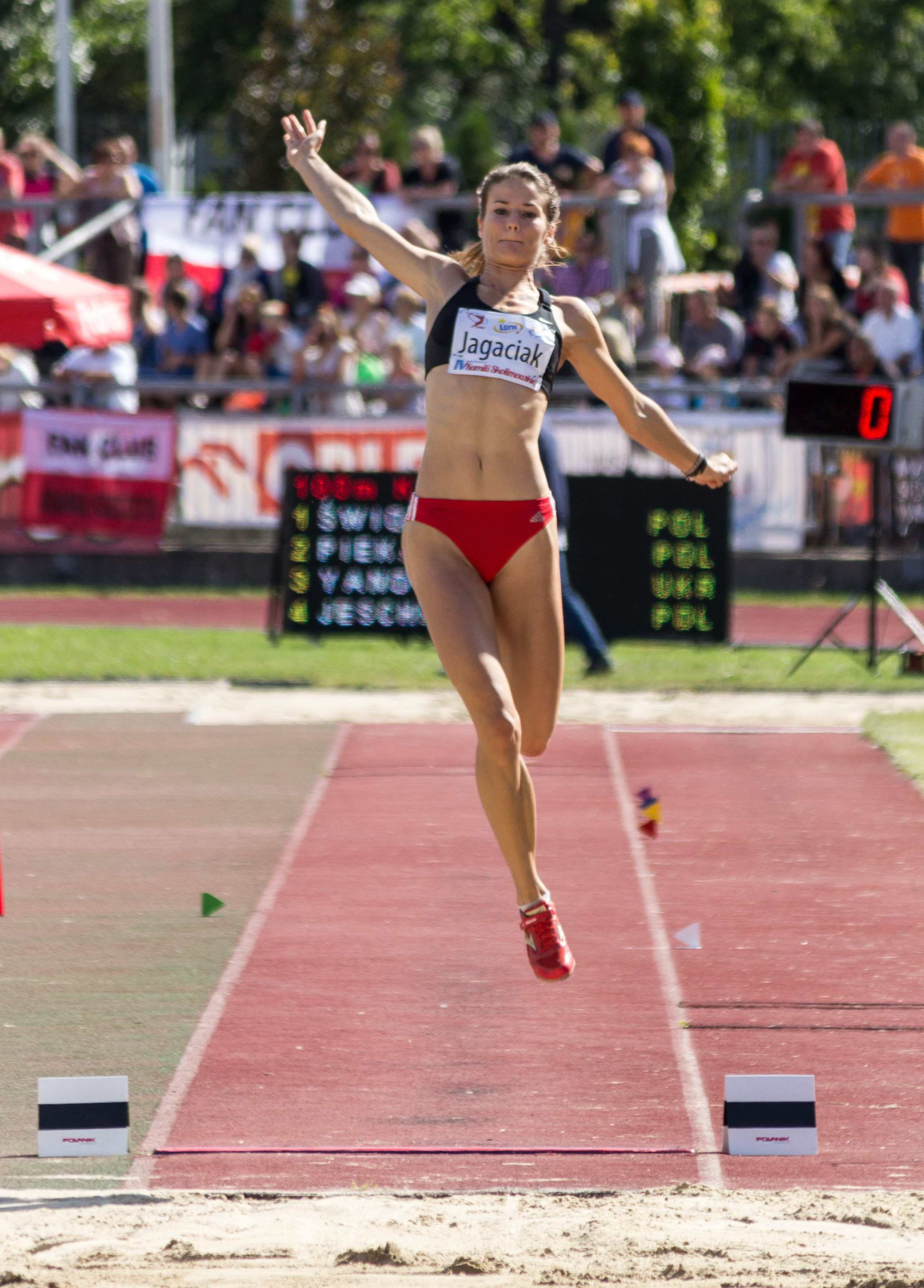
Mit 6,16 m schied Anna Jagaciak in der Qualifikation aus

| Platz | Name                 | Nation         | Resultat (m) | 1. Versuch (m) Wind (m/s) | 2. Versuch (m) Wind (m/s) | 3. Versuch (m) Wind (m/s) |
| 1     | Éloyse Lesueur       | Frankreich     | 6,66         | 6,66 / ±0,0               | –                         | –                         |
| 2     | Wolha Sudarawa       | Belarus        | 6,44         | 6,29 / +0,1               | 6,36 / +0,9               | 6,44 / +0,5               |
| 3     | Irene Pusterla       | Schweiz        | 6,44         | 6,01 / −0,1               | 6,34 / +2,6               | 6,44 / −0,1               |
| 4     | Ineta Radēviča       | Lettland       | 6,44         | 6,25 / −0,2               | 6,44 / −0,7               | 6,31 / −1,6               |
| 5     | Nektaria Panagi      | Zypern         | 6,31         | x                         | 6,01 / +1,0               | 6,31 / +0,3               |
| 6     | María del Mar Jover  | Spanien        | 6,27         | 6,15 / −1,0               | 4,77 / −0,4               | 6,27 / +0,6               |
| 7     | Oksana Zukowskaja    | Russland       | 6,26         | 6,16 / +0,6               | 5,97 / −0,7               | 6,26 / +0,8               |
| 8     | Alina Rotaru         | Rumänien       | 6,19         | 6,19 / +0,9               | 5,99 / −1,3               | x                         |
| 9     | Abigail Irozuru      | Großbritannien | 6,19         | x                         | 4,22 / −0,2               | 6,19 / −0,6               |
| 10    | Anna Jagaciak        | Polen          | 6,16         | x                         | 6,16 / +0,7               | x                         |
| 11    | Sinje Florczak       | Deutschland    | 6,15         | 6,15 / +0,2               | 5,99 / +0,3               | 6,11 / −1,0               |
| 12    | Viktoriya Molchanova | Ukraine        | 6,12         | 6,06 / −0,3               | 5,42 / −1,7               | 6,12 / −0,4               |
| 13    | Renáta Medgyesová    | Slowakei       | 5,95         | 5,95 / −0,7               | x                         | 5,73 / −0,7               |
| 14    | Maiko Gogoladze      | Georgien       | 5,71         | 5,71 / +1,5               | x                         | x                         |
| 15    | Anna Sirvent         | Andorra        | 4,43         | x                         | 4,27 / +0,5               | 4,43 / −0,1               |

## Finale
28. Juni 2012, 17:25 Uhr
| Platz | Name                  | Nation      | Resultat (m) | 1. Versuch (m) Wind (m/s) | 2. Versuch (m) Wind (m/s) | 3. Versuch (m) Wind (m/s) | 4. Versuch (m) Wind (m/s)                     | 5. Versuch (m) Wind (m/s)                     | 6. Versuch (m) Wind (m/s)                     |
| 1     | Éloyse Lesueur        | Frankreich  | 6,81         | 6,81 / +0,5               | x                         | 3,61 / −1,1               | 6,57 / +0,5                                   | x                                             | x                                             |
| 2     | Wolha Sudarawa        | Belarus     | 6,74         | 6,59 / +0,8               | 6,51 / −0,5               | x                         | 6,38 / −0,4                                   | 6,74 / +0,6                                   | 6,51 / +1,5                                   |
| 3     | Margrethe Renstrøm    | Norwegen    | 6,67         | x                         | x                         | 6,51 / −0,3               | x                                             | 6,67 / +1,2                                   | x                                             |
| 4     | Sosthene Moguenara    | Deutschland | 6,66         | 6,59 / −0,2               | x                         | 6,53 / +0,2               | 6,57 / +0,4                                   | 6,48 / +0,6                                   | 6,66 / +0,7                                   |
| 5     | Ineta Radēviča        | Lettland    | 6,55         | 6,43 / −0,5               | x                         | 6,55 / −0,6               | x                                             | 6,49 / −0,2                                   | 6,33 / +1,0                                   |
| 6     | Irene Pusterla        | Schweiz     | 6,53         | 6,53 / +0,9               | 6,50 / −0,1               | 4,96 / −0,8               | 6,32 / −0,9                                   | 6,40 / +0,7                                   | 6,25 / +0,6                                   |
| 7     | Melanie Bauschke      | Deutschland | 6,50         | 6,50 / −0,1               | x                         | 6,36 / −1,3               | 6,47 / +0,5                                   | 6,34 / +1,5                                   | 6,39 / +0,5                                   |
| 8     | Swetlana Birjukowa    | Russland    | 6,40         | 6,40 / +0,3               | x                         | 6,33 / −0,1               | eigentlich zu 3 weiteren Sprüngen berechtigt  | eigentlich zu 3 weiteren Sprüngen berechtigt  | eigentlich zu 3 weiteren Sprüngen berechtigt  |
| 9     | Jana Velďáková        | Slowakei    | 6,31         | 6,16 / −0,1               | x                         | 6,31 / −0,6               | nicht im Finale der besten acht Springerinnen | nicht im Finale der besten acht Springerinnen | nicht im Finale der besten acht Springerinnen |
| 10    | Concepción Montaner   | Spanien     | 6,26         | x                         | 6,07 / −1,8               | 6,26 / −0,6               | nicht im Finale der besten acht Springerinnen | nicht im Finale der besten acht Springerinnen | nicht im Finale der besten acht Springerinnen |
| NM    | Marharyta Twerdochlib | Ukraine     | ogV          | x                         | x                         | x                         | nicht im Finale der besten acht Springerinnen | nicht im Finale der besten acht Springerinnen | nicht im Finale der besten acht Springerinnen |
| DOP   | Karin Melis Mey       | Türkei      | 6,63         | 6,60 / +0,1               | 6,51 / +0,3               | 6,41 / −0,2               | x                                             | 6,60 / +0,5                                   | 6,63 / +0,8                                   |

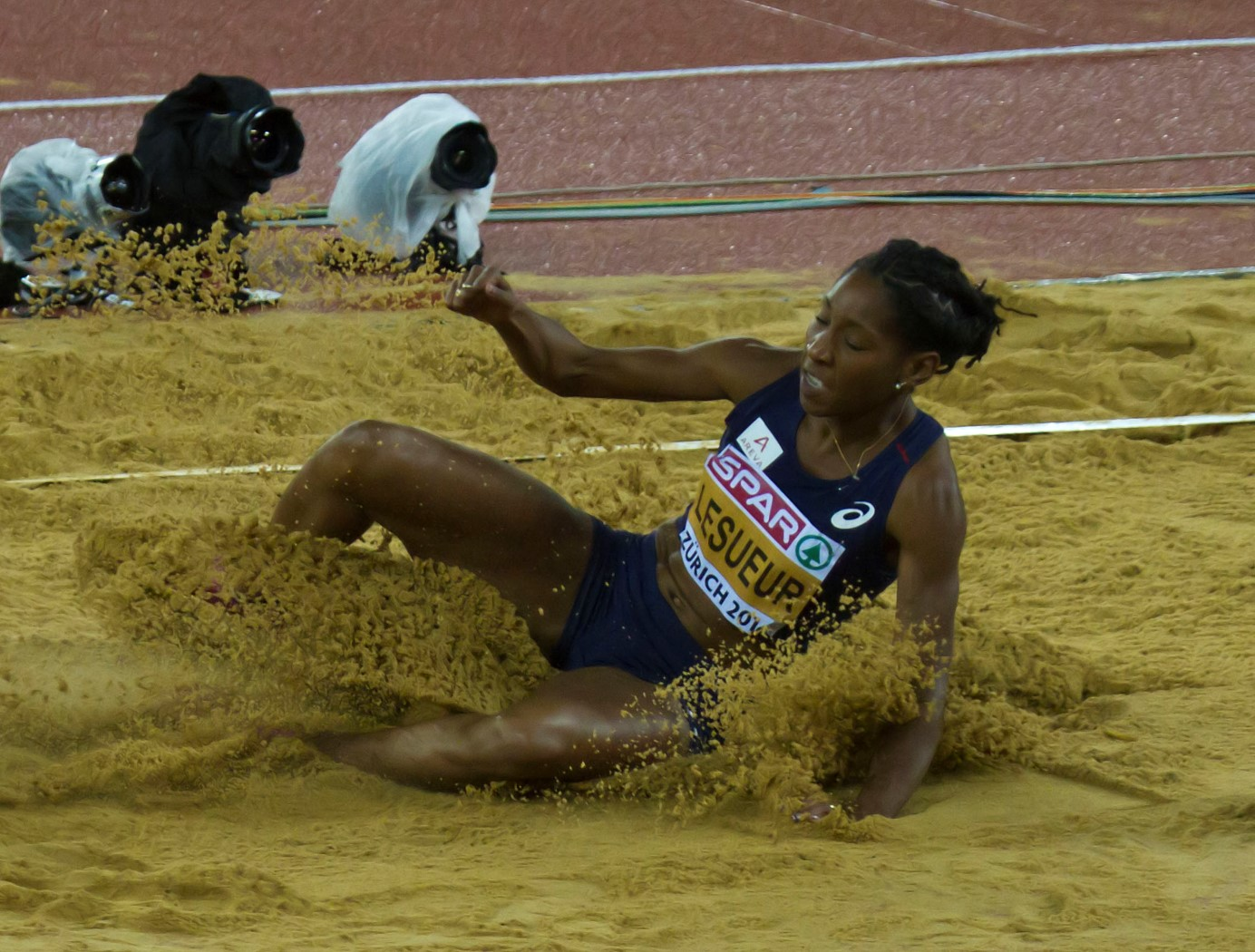
Europameisterin Éloyse Lesueur
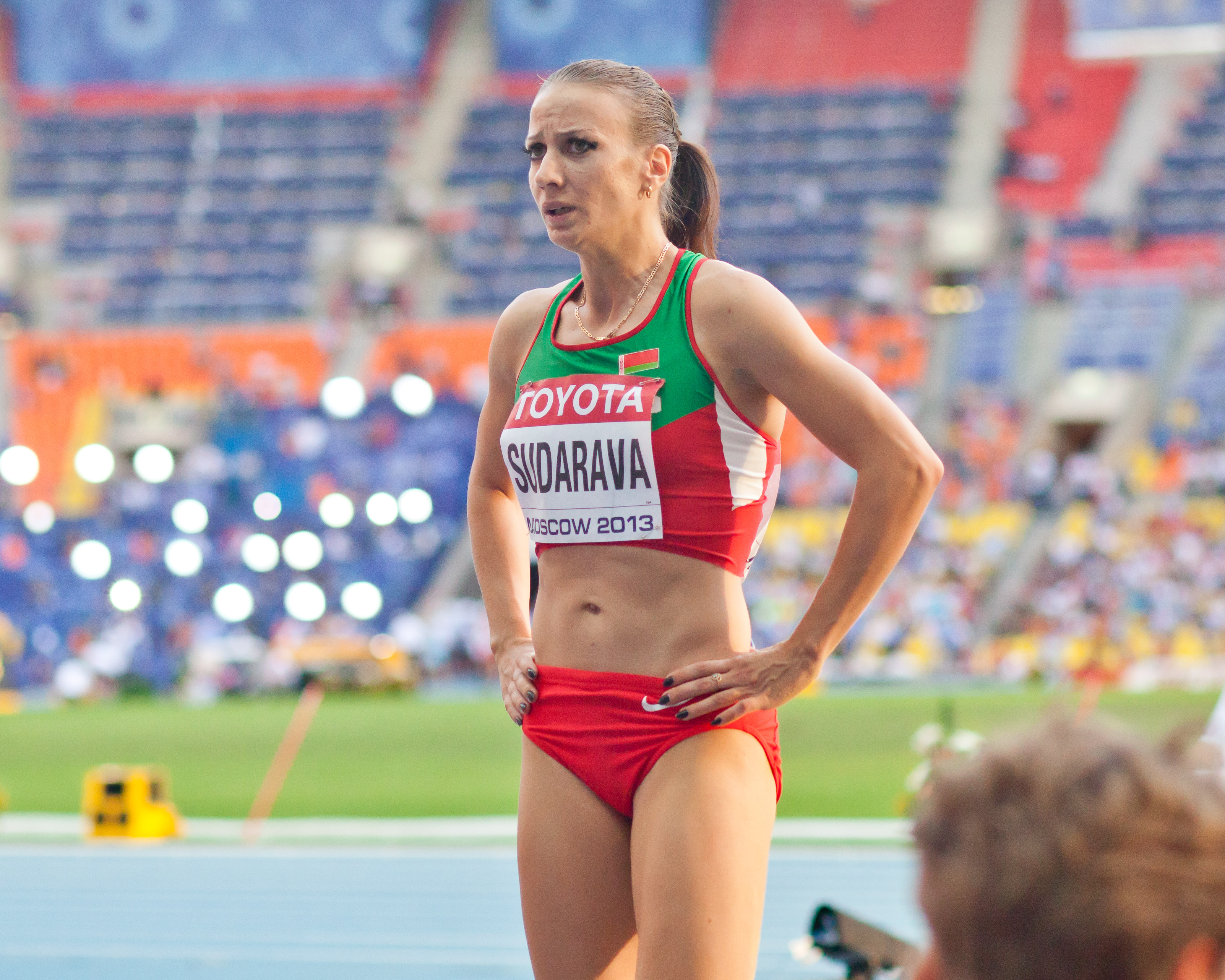
Vizeeuropameisterin Wolha Sudarawa
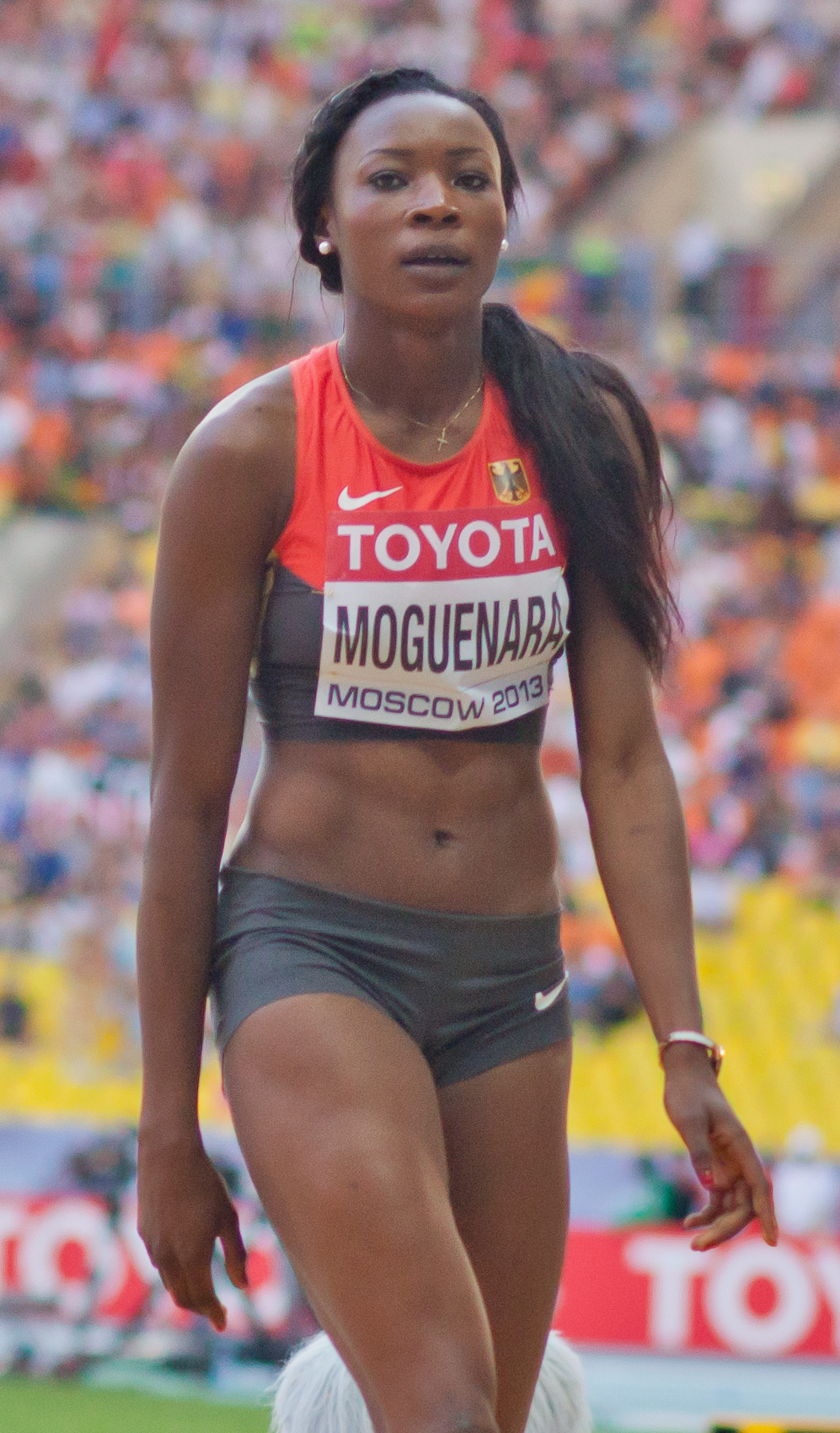
Sosthene Moguenara verpasste die Bronzemedaille um einen Zentimeter

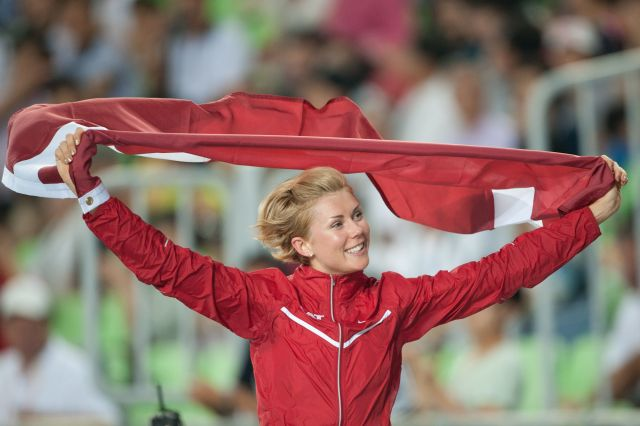
Titelverteidigerin Ineta Radēviča kam diesmal auf den fünften Platz
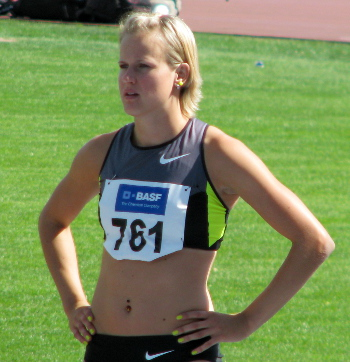
Die siebtplatzierte Melanie Bauschke
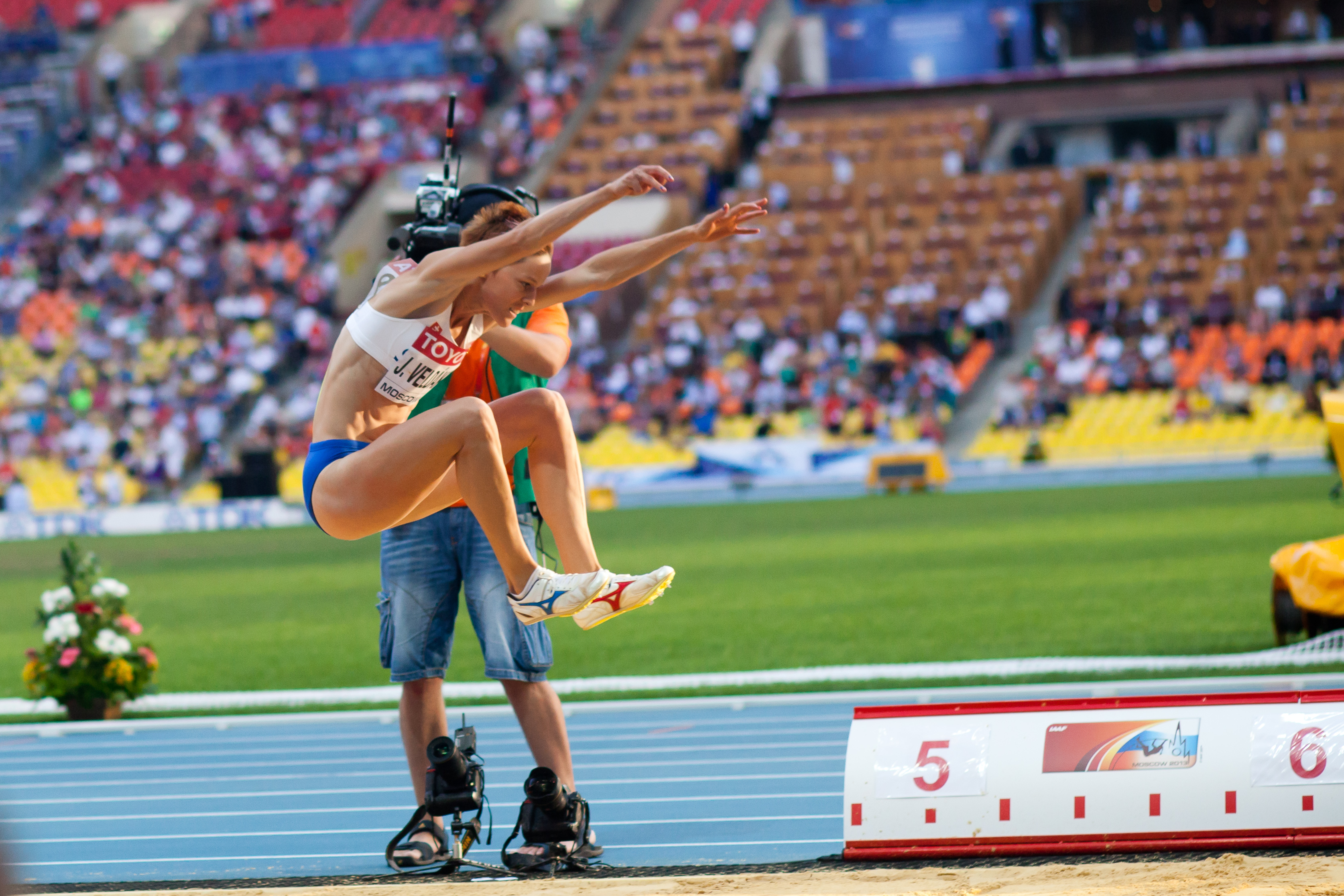
Jana Velďáková erreichte Platz neun, tagsdrauf wurde sie Fünfte im Dreisprung
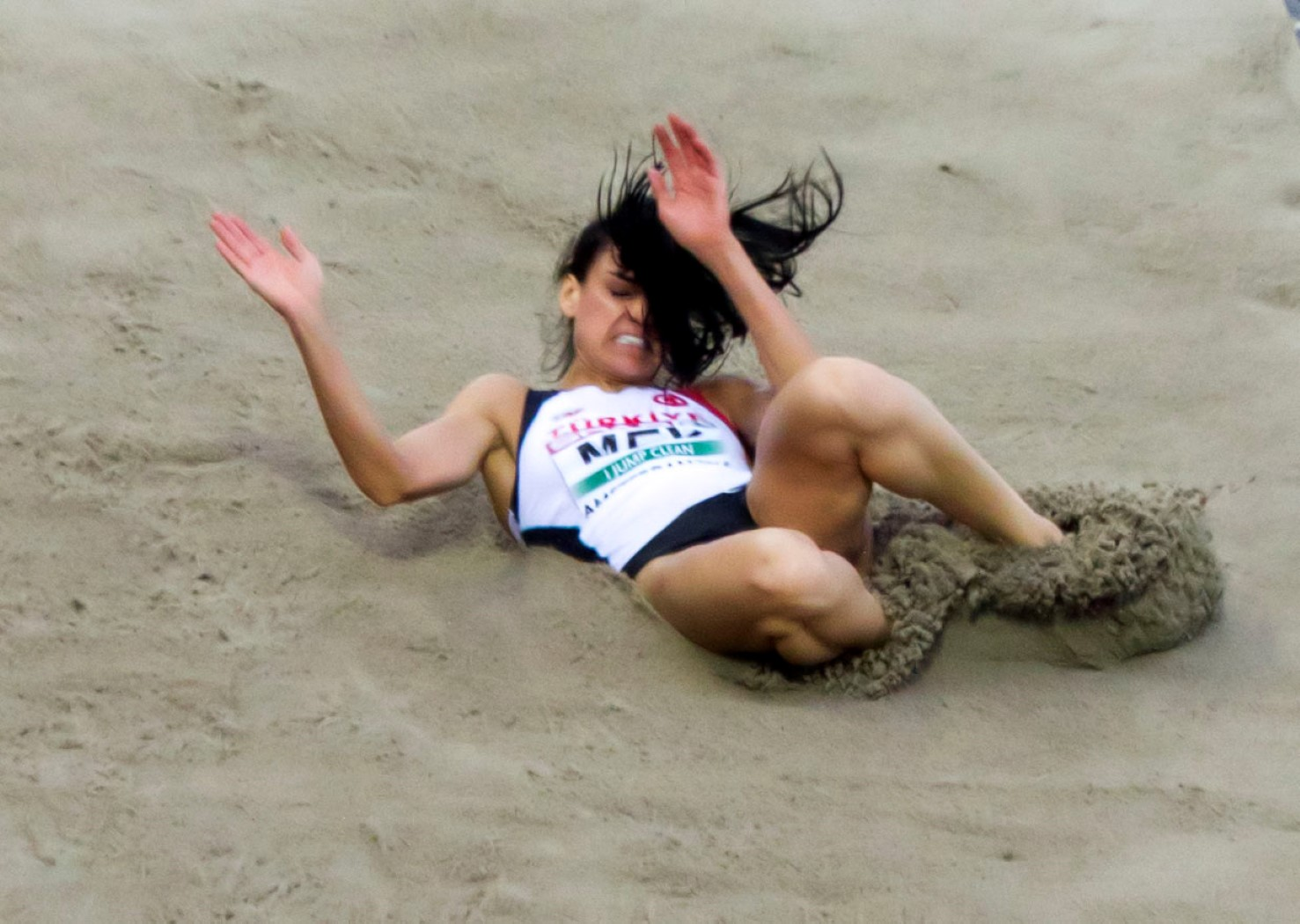
Dopingbetrügerin Karin Melis Mey

## Videolinks
- Eloyse Lesueur Longueur Helsinki 2012, Interview, youtube.com, abgerufen am 5. März 2023
- ECH2012 Helsinki Day 1 Sosthene MOGENARA (GER), Interview, youtube.com, abgerufen am 5. März 2023